# Cain Velasquez
Cain Velasquez (* 28. Juli 1982 in Salinas) ist ein US-amerikanischer Schwergewichts-Mixed-Martial-Arts-Kämpfer und Wrestler. Er war von Oktober 2010 bis November 2011 sowie von Dezember 2012 bis Juni 2015 UFC-Weltmeister im Schwergewicht.

## Mixed-Martial-Arts Karriere

### Anfänge
Cain Velasquez begann an der Highschool in Arizona mit dem Ringen und führte diesen Sport an der Universität weiter. Er nahm erfolgreich an College-Meisterschaften teil. Danach begann er mit dem MMA. Sein Profidebüt hatte er am 7. Oktober 2006, als er auf einer Strikeforce-Veranstaltung Jesse Fujarczyk durch Technischen Knockout (TKO) in der ersten Runde besiegte. Anschließend kämpfte er bei Bodog Fight und bezwang dort Jeremiah Constant auf dieselbe Weise.

### Ultimate Fighting Championship (2008–2019)
2008 wechselte er zur UFC, wo er zuerst Brad Morris und danach Jake O’Brien durch TKO in der ersten Runde besiegte. Im Februar 2009 musste der bereits für sein „Ground and Pound“ gefürchtete Velasquez gegen Denis Stojnic erstmals in die zweite Runde gehen, gewann jedoch auch diesen Kampf durch TKO. Im Juni trat er bei UFC 99 in Köln über drei Runden gegen Cheick Kongo an und holte seinen ersten Punktesieg. Wiederum durch TKO in der zweiten Runde gewann er dann im Oktober gegen Ben Rothwell. Bei UFC 110 im Februar 2010 schlug Velasquez Antônio Rodrigo Nogueira nach 2:20 Minuten KO. Darauf wurde ein Titelkampf gegen Schwergewichts-Champion Brock Lesnar angesetzt.
Velasquez besiegte Lesnar durch TKO in der ersten Runde und wurde bei UFC 121 neuer UFC Heavyweight Champion. Für diesen Kampf erhielt Velasquez außerdem die Prämie für den „Knock-Out of the Night“. Den Schwergewichtstitel verlor er allerdings in seinem nächsten Kampf am 12. November 2011 gegen Junior dos Santos durch KO in der ersten Runde. Dieser Kampf war Teil der ersten UFC Veranstaltung auf dem FOX Network und erlangt dementsprechend große öffentliche Aufmerksamkeit. Sein nächster Gegner war Antonio „Bigfoot“ Silva, den er am 26. Mai 2012 durch TKO in der ersten Runde, nach 3:36 Minuten, besiegen konnte. Daraufhin erhielt er einen Rückkampf um den Titel gegen Junior dos Santos, der für den 29. Dezember 2012 angesetzt wurde. Dieser Rückkampf ging über die volle Distanz von fünf Runden, Velasquez siegte in diesem zweiten Aufeinandertreffen durch einstimmige Punktrichterentscheidung. Nach zwei erfolgreichen Titelverteidigungen, abermals dominante Siege gegen Silva und dos Santos, verlor Velasquez am 13. Juni 2015 seinen UFC-Schwergewichtstitel gegen Fabrício Werdum durch einen Guillotine Choke. Bei UFC 200 besiegte Velasquez Travis Browne durch TKO in den letzten Sekunden der ersten Runde. Wegen diverser Verletzungen musste der Ex-Champion dann über zwei Jahre pausieren, ehe er am 17. Februar 2019 sein Comeback gegen Francis Ngannou feierte. Velasquez ging jedoch nach nur 26 Sekunden KO und verletzte sich dabei abermals schwer am Knie.

## Wrestling-Karriere

### Hintergrund
Seit seiner Jugend ist Velasquez ein Fan vom Wrestling. Am 19. Juli 2018 wurde berichtet, dass er im WWE Performance Center mit Cheftrainer Norman Smiley trainierte. Am Vorabend besuchte er auch eine NXT-Fernsehveranstaltung. Velasquez nahm auch an einer Diamond Dallas Page Yoga-Sitzung teil.

### Lucha Libre AAA Worldwide (2019)
Im März 2019 unterzeichnete Velasquez einen Vertrag mit der mexikanischen Lucha-Libre-Promotion Lucha Libre AAA Worldwide. Velasquez gab sein Debüt für die Promotion bei Triplemanía XXVII in einem 6-Man-Trios-Action-Match. In diesem trat gemeinsam mit Cody Rhodes und Psycho Clown gegen Texano Jr., Taurus und Killer Kross an. Velasquez holte den Sieg für sein Team. Sein In-Ring-Debüt erhielt positive Kritiken von Dave Meltzer, vielen anderen Wrestling-Journalisten sowie anderen Wrestlern und von seinem American Kickboxing Academy Teamkollegen Daniel Cormier.

### World Wrestling Entertainment (2019–2020)
Am 4. Oktober 2019 debütierte Velasquez bei der ersten Ausgabe der WWE Show SmackDown auf dem neuen Sendeplatz bei FOX. Er erschien am Ende der Ausgabe an der Seite von Rey Mysterio und attackierte seinen ehemaligen UFC Rivalen Brock Lesnar, der unmittelbar zuvor den WWE Championship Titel gewinnen durfte. Bei Crown Jewel am 31. Oktober 2019 gab Velasquez sein WWE In-Ring-Debüt gegen Lesnar. Das Match verlor er jedoch nach nur zwei Minuten. Im April 2020 wurde Velasquez aus seinem Vertrag entlassen.

## Titel und Auszeichnungen

### Mixed-Martial-Arts
- Ultimate Fighting Championship
  - UFC Heavyweight Championship (2×)
  - Knockout of the Night (3×)
  - Performance of the Night (1×)

### Ringen
- National Collegiate Athletic Association
  - NCAA Division I All-American (2005, 2006)
  - Pac-10 Conference Championship (2005, 2006)
  - Pac-10 Conference Wrestler of the Year (2005)
  - NCAA Division I (285 1b – 5th place out of Arizona State University 2005)
  - NCAA Division I (285 1b – 4th place out of Arizona State University 2006)

- National Junior College Athletic Association
  - NJCAA Junior Collegiate Championship (2002)
  - NJCAA All-American (2002)

- USA Wrestling
  - FILA Junior Freestyle World Team Trials Winner (2002)
  - ASICS Tiger High School All-American (2001)
  - Western Junior Freestyle Regional Championship (2001)
  - Western Junior Greco-Roman Regional Championship (2001)

- Arizona Interscholastic Association
  - AIA Division I High School State Championship (2000, 2001)
  - AIA 5A Conference Championship (1998, 1999, 2000, 2001)

## Kampfstatistik
| Ergebnis   | Rekord | Gegner                   | Methode                | Veranstaltung                           | Datum         | Runde | Zeit | Ort                           | Notiz                                                                                                 |
| ---------- | ------ | ------------------------ | ---------------------- | --------------------------------------- | ------------- | ----- | ---- | ----------------------------- | --- |
| Niederlage | 14-3   | Francis Ngannou          | KO (Schläge)           | UFC on ESPN: Ngannou vs. Velasquez      | 17. Feb. 2019 | 1     | 0:26 | Phoenix, Arizona, USA         | |
| Sieg       | 14-2   | Travis Browne            | TKO (Schläge)          | UFC 200: Velasquez vs. Browne           | 9. Juli 2016  | 1     | 4:57 | Las Vegas, Nevada, USA        | „Performance of the Night“-Auszeichnung                                                               |
| Niederlage | 13-2   | Fabrício Werdum          | Aufgabe (Würgen)       | UFC 188 Velasquez vs. Werdum            | 13. Juni 2015 | 3     | 2:13 | Mexiko-Stadt, Mexiko          | UFC Schwergewichts Titelkampf                                                                         |
| Sieg       | 13-1   | Junior dos Santos        | TKO (Schläge)          | UFC 166 Velasquez vs. Dos Santos 3      | 19. Okt 2013  | 5     | 3:09 | Houston, Texas, USA           | |
| Sieg       | 12-1   | Antonio Silva            | TKO (Schläge)          | UFC 160: Velasquez vs. Bigfoot II       | 25. Mai 2013  | 1     | 1:21 | Las Vegas, Nevada, USA        | UFC Schwergewichts Titelkampf                                                                         |
| Sieg       | 11-1   | Junior dos Santos        | Punktsieg (einstimmig) | UFC 155: Dos Santos vs. Velasquez II    | 30. Dez. 2012 | 5     | 5:00 | Las Vegas, Nevada, USA        | UFC Schwergewichts Titelkampf                                                                         |
| Sieg       | 10-1   | Antonio Silva            | TKO (Schläge)          | UFC 146: Dos Santos vs. Mir             | 26. Mai 2012  | 1     | 3:36 | Las Vegas, Nevada, USA        | |
| Niederlage | 9-1    | Junior dos Santos        | KO (Schläge)           | UFC on Fox: Velasquez vs. Dos Santos    | 12. Nov. 2011 | 1     | 1:04 | Anaheim, Kalifornien, USA     | UFC Schwergewichts Titelkampf                                                                         |
| Sieg       | 9-0    | Brock Lesnar             | TKO (Schläge)          | UFC 121: Lesnar vs. Velasquez           | 23. Okt. 2010 | 1     | 4:12 | Anaheim, Kalifornien, USA     | UFC Schwergewichts Titelkampf, „Knockout of the Night“-Auszeichnung                                   |
| Sieg       | 8-0    | Antônio Rodrigo Nogueira | KO (Schläge)           | UFC 110: Nogueira vs. Velasquez         | 21. Feb. 2010 | 1     | 2:20 | Sydney, Australien            | Sieger bekommt einen Titelkampf um den UFC Schwergewichts Titel; „Knockout of the Night“-Auszeichnung |
| Sieg       | 7-0    | Ben Rothwell             | TKO (Schläge)          | UFC 104: Machida vs. Shogun             | 24. Okt. 2009 | 2     | 0:58 | Los Angeles, Kalifornien, USA | |
| Sieg       | 6-0    | Cheik Kongo              | Punktsieg (Einstimmig) | UFC 99: The Comeback                    | 13. Juni 2009 | 3     | 5:00 | Köln, Deutschland             | |
| Sieg       | 5-0    | Denis Stojnić            | TKO (Schläge)          | UFC Fight Night 17: Lauzon vs. Stephens | 19. Feb. 2009 | 2     | 2:34 | Tampa, Florida, USA           | „Knockout of the Night“-Auszeichnung                                                                  |
| Sieg       | 4-0    | Jake O’Brien             | TKO (Schläge)          | UFC Fight Night 14: Silva vs. Irvin     | 19. Juli 2008 | 1     | 2:02 | Las Vegas, Nevada, USA        | |
| Sieg       | 3-0    | Brad Morris              | TKO (Schläge)          | UFC 83: Serra vs. St. Pierre II         | 19. Apr. 2008 | 1     | 2:10 | Montreal, Québec, Kanada      | |
| Sieg       | 2-0    | Jeremiah Constant        | TKO (Schläge)          | Bodog Fight: Clash of the Nations       | 16. Dez. 2006 | 1     | 4:00 | St. Petersburg, Russland      | |
| Sieg       | 1-0    | Jesse Hujarczyk          | TKO (Schläge)          | Strikeforce: Tank vs. Buentello         | 7. Okt. 2006  | 1     | 1:58 | Fresno, Kalifornien, USA      | |